# Sci di fondo alla XXXI Universiade invernale
Le gare di sci di fondo della XXXI Universiade invernale si sono svolte dal 13 al 22 gennaio 2023 a Mount Van Hoevenberg. In programma undici eventi.

## Podi

### Uomini
| Evento                            | Oro                                                              | Tempo     | Argento                                                                     | Tempo     | Bronzo                                                           | Tempo     |
| 10 km tecnica classica            | Ryo Hirose                                                       | 24'37"0   | Magnus Bøe                                                                  | 24'52"8   | Andreas Kirkeng                                                  | 24'54"6   |
| 10 km inseguimento tecnica libera | Ryo Hirose                                                       | 22'44"9   | Andreas Kirkeng                                                             | 22'53"9   | John Steel Hagenbuch                                             | 22'58"2   |
| 30 km tecnica libera              | John Steel Hagenbuch                                             | 1h12'48"8 | Magnus Bøe                                                                  | 1h12'51"3 | Luca Compagnoni                                                  | 1h12'59"9 |
| Sprint tecnica libera             | Verneri Poikonen                                                 | 2'34"74   | Jaume Pueyo                                                                 | 2'35"27   | Tom Mancini                                                      | 2'35"93   |
| Staffetta 4x7,5 km                | Francia Gianni Giachino Matteo Correia Simon Chappaz Tom Mancini | 1h17'01"5 | Norvegia Fredrik Lutcherath Nilsen Magnus Bøe Øyvind Haugan Andreas Kirkeng | 1h17'29"8 | Giappone Shota Moriguchi Yoshiki Hoshino Yuito Habuki Ryo Hirose | 1h17'56"7 |

### Donne
| Evento                           | Oro                                                  | Tempo   | Argento                                                      | Tempo   | Bronzo                                                       | Tempo   |
| 5 km tecnica classica            | Hilla Niemela                                        | 13'20"8 | Mariel Merlii Pulles                                         | 13'38"2 | Maria Eugenia Boccardi                                       | 13'43"0 |
| 5 km inseguimento tecnica libera | Hilla Niemela                                        | 12'27"8 | Mariel Merlii Pulles                                         | 12'35"6 | Maria Eugenia Boccardi                                       | 12'41"6 |
| 15 km tecnica libera             | Mariel Merlii Pulles                                 | 39'38"4 | Kendall Kramer                                               | 39'38"8 | Ksenija Šalygina                                             | 39'50"1 |
| Sprint tecnica libera            | Mariel Merlii Pulles                                 | 2'54"57 | Tiia Olkkonen                                                | 2'55"20 | Anna-Maria Dietze                                            | 2'55"50 |
| Staffetta 3x5 km                 | Finlandia Tiia Olkkonen Vilja Kauranen Hilla Niemela | 43'49"6 | Norvegia Astrid Stav Selma Andersen Karianne Olsvik Dengerud | 43'50"3 | Kazakistan Aiša Rakiševa Nadežda Stepaškina Ksenija Šalygina | 44'02"0 |

### Misti
| Evento                            | Oro                             | Tempo    | Argento                                 | Tempo    | Bronzo                                              | Tempo    |
| Sprint a squadre tecnica classica | Giappone 1 Ryo Hirose Rin Soube | 20'42"85 | Stati Uniti 2 Finn Sweet Renae Anderson | 20'51"87 | Norvegia 1 Andreas Kirkeng Karianne Olsvik Dengerud | 20'55"61 |

## Medagliere
| Pos.   | Paese       | Oro | Argento | Bronzo | Totale |
| ------ | ----------- | --- | ------- | ------ | ------ |
| 1      | Finlandia   | 4   | 1       | 0      | 5      |
| 2      | Giappone    | 3   | 0       | 1      | 4      |
| 3      | Estonia     | 2   | 2       | 0      | 4      |
| 4      | Stati Uniti | 1   | 2       | 1      | 4      |
| 5      | Francia     | 1   | 0       | 1      | 2      |
| 6      | Norvegia    | 0   | 5       | 2      | 7      |
| 7      | Spagna      | 0   | 1       | 0      | 1      |
| 8      | Italia      | 0   | 0       | 3      | 3      |
| 9      | Kazakistan  | 0   | 0       | 2      | 2      |
| 10     | Germania    | 0   | 0       | 1      | 1      |
| Totale | Totale      | 11  | 11      | 11     | 33     |